# Prędkość nadświetlna
Prędkość nadświetlna – prędkość większa niż prędkość światła.

## Zależność od ośrodka

### Próżnia
Zgodnie ze szczególną teorią względności obiekty fizyczne o niezerowej (dodatniej) masie spoczynkowej (ciała, tardiony) nie mogą się poruszać z prędkością równą lub większą od prędkości światła w próżni. Oznacza to, iż prędkość nadświetlna jest nieosiągalna nie ze względu na brak wynalezionej technologii umożliwiającej taką podróż, a ze względu na samą naturę wszechświata. Z prędkością równą prędkości światła w próżni poruszają się natomiast obiekty fizyczne o zerowej masie spoczynkowej (luksony) np. fotony, a prędkość większą od prędkości światła w próżni mogą osiągać zjawiska nieprzenoszące informacji ani energii (np. ruch cienia, ruch grzbietu fali (prędkość fazowa fali) i nie zaprzecza to szczególnej teorii względności.
Hipotetycznej cząstce elementarnej, która porusza się z prędkością większą niż prędkość światła w próżni, nadano nazwę tachion. Cząstki takie również nie mogłyby przekraczać prędkości światła, lecz byłyby zawsze od niego szybsze.

### Substancja
W ośrodku złożonym z cząstek o dodatniej masie spoczynkowej (substancji), np. wodzie czy powietrzu, światło porusza się wolniej niż w próżni. Do tych substancji można „wstrzelić” cząstki poruszające się szybciej niż światło w tej substancji, ale wolniej niż prędkość światła w próżni. W takiej sytuacji mówi się o prędkości nadświetlnej w substancji. Poruszanie się cząstek naładowanych z prędkością nadświetlną w substancji powoduje charakterystyczne świecenie, znane jako promieniowanie Czerenkowa.

## Mechanika kwantowa
Nierelatywistyczna mechanika kwantowa (podobnie jak mechanika klasyczna) nie zajmuje się zagadnieniami dotyczącymi ruchu obiektów materialnych z prędkościami relatywistycznymi, a zatem osiągnięcie prędkości nadświetlnej nie jest sprzeczne z jej formalizmem. Równanie Schrödingera, będące podstawą mechaniki kwantowej, nie jest zgodne ze szczególną teorią względności (relatywistycznie niezmiennicze są m.in. równania Kleina-Gordona i Diraca). Próba rozwiązania tego problemu była jedną z podstawowych motywacji do stworzenia teorii pól kwantowych. W nierelatywistycznej mechanice kwantowej do przekazywania informacji z nadświetlną prędkością można również wykorzystać natychmiastowy kolaps funkcji falowej, jednak w kwantowej teorii pola jest to uniemożliwione przez fluktuacje próżni kwantowej.
Naukowcy uważają, że ich sukcesy w zakresie prędkości nadświetlnych wynikają z tzw. efektu tunelowego. Polega on na tym, że fotony w istocie nie przemieszczają się z miejsca na miejsce z określoną prędkością, lecz momentalnie tam przeskakują.
Przy użyciu stanów splątanych można teleportować stany cząstek pomiędzy dowolnie odległymi od siebie punktami. Nie można w ten sposób przesyłać żadnych obiektów materialnych (takich jak atomy), a jedynie ustalać stany kwantowe obiektów już znajdujących się na miejscu. 
Zgodnie z przewidywaniami mechaniki kwantowej zjawisku temu nie towarzyszy żadne opóźnienie zależne od odległości. Przez długi czas uważano to za zjawisko sprzeczne z teorią względności (paradoks EPR). Splątanie nie może być wykorzystane do przekazywania żadnych informacji z prędkością nadświetlną. Metoda ta jest wykorzystywana w kryptografii kwantowej do równoległego generowania w dwóch oddalonych punktach identycznych kluczy do szyfru w taki sposób, aby nikt z zewnątrz nie był w stanie ich odczytać.
Wykazano, że zakaz komunikacji z prędkością nadświetlną wyklucza deterministyczne modyfikacje równania Schroedingera i większość modyfikacji postulatu Borna. Implikuje również natychmiastowość kolapsu funkcji falowej.
Natychmiastowa komunikacja jest możliwa w modyfikacjach mechaniki kwantowej z pomiarami nieskutkującymi kolapsem funkcji falowej i wielu innych modyfikacjach.

## Zakrzywiona czasoprzestrzeń
W ogólnej teorii względności funkcjonuje wiele definicji prędkości, zgodnie z jedną z nich odległe galaktyki przemieszczają się względem siebie szybciej od światła na skutek rozszerzania się wszechświata (galaktyki "nadświetlne" z punktu widzenia np. Ziemi są poza jej sferą Hubble'a). Hipotetycznym okresem w historii była inflacja kosmologiczna, kiedy to cały wszechświat rozszerzył się szybciej od światła. Niektóre rozwiązania ogólnej teorii względności, przykładowo rozwiązanie Alcubierre’a, dopuszczają prędkości większe od prędkości światła dla obszarów o ujemnej gęstości energii.

## Inne rodzaje prędkości
Stworzono metamateriały, w których prędkość fazowa i prędkość grupowa światła jest większa od prędkości światła.
W astronomii używa się pojęcia "prędkości pozornej", która również może osiągać nadświetlne wartości, szczególnie w przypadku jąder aktywnych galaktyk i mikrokwazarów.
Słaba wartość (mierzona podczas słabego pomiaru) prędkości cząstki naładowanej również może przekroczyć prędkość światła.

## Fantastyka naukowa
Prędkość nadświetlna jest popularnym pojęciem w literaturze science-fiction. Większość pomysłów dotyczących tego tematu to tylko pseudonaukowe spekulacje, niepotwierdzone naukowymi faktami.
Odkrycie sposobów na osiągnięcie prędkości nadświetlnej mogłoby być bardzo ważnym krokiem dla rozwoju ludzkości. Już wewnątrz Układu Słonecznego opóźnienie w przesyłaniu informacji jest istotnym ograniczeniem. Jeżeli kiedyś ludzie postawią nogę na Marsie, to informacja o tym fakcie dotrze do Ziemi najwcześniej po ok. trzech minutach (odległość Ziemi do Marsa wynosi od 3 do 20 minut świetlnych). Tyle czasu potrzeba, aby fale radiowe pokonały tę drogę w jedną stronę. Opóźnienie to utrudnia prowadzenie międzyplanetarnych rozmów na żywo oraz zdalne sterowanie urządzeniami. Komunikacja z prędkością nadświetlną byłaby szansą na przełamanie tych ograniczeń.
W fantastyce naukowej prędkość nadświetlna umożliwia pokonywanie w krótkim czasie dystansów międzygwiezdnych i międzygalaktycznych. W rzeczywistości pokonanie tak dużych odległości trwałoby (z perspektywy obserwatora pozostającego na Ziemi) zawsze więcej lat, niż liczba lat świetlnych określająca pokonywany dystans, a ponadto wymagałoby zużycia bardzo dużych ilości paliwa. Z drugiej strony czas na pokładzie poruszającego się statku kosmicznego biegnie inaczej, niż w miejscu, z którego ów statek wystartował. Dzięki dylatacji czasu i skróceniu Lorentza możliwe jest pokonanie przez statek kosmiczny odległości kilkuset lat świetlnych w czasie (mierzonym na statku) dowolnie krótkim, zależnym tylko od prędkości poruszania się statku w stosunku do prędkości światła (w praktyce, jedynym ograniczeniem jest zatem szybkość rozpędzania się, czyli osiągalne przyspieszenie). Jak widać, osiąganie prędkości nadświetlnych dla eksploracji dalekich obszarów kosmosu nie jest konieczne, jednak informacja zwrotna o osiągniętych wynikach badań dotrze do ziemi po czasie zbyt długim, by pomysłodawcy badania dożyli jego rezultatów.